# 마미 마켓
《마미 마켓》(The Mommy Market, Trading Mom)은 미국에서 제작된 티아 브렐리스 감독의 1994년 가족, 코미디, 판타지 영화이다. 씨씨 스페이식 등이 주연으로 출연하였고 라파엘라 드 로렌티스 등이 제작에 참여하였다.
2019년 4월 기준으로 미국 내에서 DVD나 블루레이로 출시되지는 않았다.

## 출연

### 주연
- 씨씨 스페이식
- 안나 클럼스키

### 조연
- 아론 마이클 멧칙
- 애셔 멧칙
- 메릿 욘카
- 앙드레 더 자이언트
- 모린 스태플튼
- 숀 맥러플린

## 기타
- 원작자: 낸시 브렐리스
- 라인프로듀서: 헤스터 하겟
- 미술: 신시아 케이 샤레트
- 의상: 테리 드레스바흐
- 배역: 이렌느 스톡턴
- 배역: 수잔 윌렛